# Как утёнок-музыкант стал футболистом
«Как утёнок-музыкант стал футболистом» — советский короткометражный рисованный мультипликационный фильм, созданный в 1978 году режиссёром Витольдом Бордзиловским на киностудии «Союзмультфильм». Прямое продолжение мультфильма «Утёнок, который не умел играть в футбол».

## Сюжет
Утёнок-музыкант с сестрой играл на трубе в поле, как вдруг увидел девочку-утёнка в белом платье, которая прыгает на скакалке, и влюбился в неё, а сестра решила, что брат заболел. К девочке в белом платье подходит утёнок-футболист (тот самый, что в предыдущем фильме считал, что никому не надо играть на трубе, постоянно издеваясь над утёнком музыкантом) и просит, чтобы она дала скакалку и ему попрыгать, и она отдаёт ему скакалку. Утёнок-музыкант дарит уточке цветок, и она просит его попрыгать с ними, но утёнок-музыкант говорит, что он не умеет прыгать. Девочка-утёнок предлагает ему поиграть в мяч, но утёнок-футболист объясняет ей, что утёнок-музыкант не умеет играть в мяч и вообще ничего не умеет. Сестра утёнка-музыканта заступается за брата, говоря, что зато он умеет играть на трубе, а Утёнок-футболист не умеет играть на трубе. Утёнок-музыкант и утёнок-футболист завершают сделку, что через месяц музыкант научится прыгать и играть в футбол, а футболист научится играть на трубе. Девочка говорит, что через месяц утята будут играть с поросятами и перед игрой будет концерт.
Мама-утка не советует утёнку-музыканту прыгать и играть в футбол, так как боится, что он простудится и что, по ее мнению, музыка важнее, чем спорт и обещание. Каждое утро утёнок-музыкант вместе с сестрой сбегали из дома и тренировались на улице, а утёнок-футболист, наоборот, вообще не учился играть на трубе. Вместо этого  он попросил своего приятеля, чтобы он поставил пластинку с музыкой на трубе, чтобы все подумали, будто это он дудит.
Через месяц, когда перед футболом начался концерт, утёнок-футболист сделал вид, будто играет, но на самом деле музыка шла с пластинки. Но пластинка заела и повторила двухсекундный кусок музыки, и все сразу поняли, что утёнок-футболист обманул зрителей. Проигрыватель выключили, а разозлившийся утёнок-футболист попытался сыграть сам, но вместо музыки выдал громкий и противный звук, после которого зрители подняли гул и свист (гул и свист схож с моментом в мультфильме "Бременские музыканты", когда персонажи при падении умудренные ещё и разбивают окно).
Футболист на ухо шепчет своему приятелю новый план. Тот проникает в кабинет комментатора и заявляет, что вместо заболевшего утёнка-футболиста в команде утят будет играть утёнок-музыкант. Футболист с приятелем смеются — у музыканта ничего не получится! Утёнок-музыкант обнимает свою сестру и идёт на поле. Утятам удаётся победить поросят, а утёнок-музыкант провёл отличный матч. Девочка в белом платье дарит утёнку-музыканту букет и спрашивает, не разучился ли он играть на трубе. И тот прекрасно играет на трубе, а утёнка-футболиста все прощают.

## Создатели
| Автор сценария             | Анатолий Тараскин                                                                               |
| Режиссёр                   | Витольд Бордзиловский                                                                           |
| Художник-постановщик       | Владимир Соболев                                                                                |
| Оператор                   | Борис Котов                                                                                     |
| Композитор                 | Владислав Казенин                                                                               |
| Звукооператор              | Борис Фильчиков                                                                                 |
| Художники-мультипликаторы: | Олег Сафронов, Рената Миренкова, Владимир Зарубин, Александр Панов, Иосиф Куроян, Сергей Дёжкин |
| Монтажёр                   | Елена Тертычная                                                                                 |
| Художники:                 | Инна Заруба, Ирина Светлица, Дмитрий Анпилов, Ирина Троянова, Пётр Коробаев, Анна Атаманова     |
| Ассистенты                 | Раиса Макарова, Роза Бикмаева, Майя Попова                                                      |
| Роли озвучивали:           | Тамара Дмитриева, Лидия Катаева, Георгий Вицин, Клара Румянова, Агарь Власова                   |
| Поёт                       | Маргарита Фролова                                                                               |
| Редактор                   | Раиса Фричинская                                                                                |
| Директор картины           | Константин Антонов                                                                              |